# Ñusta Hispana

Ñusta Hispana (também escrita Ñusta Hispanica, possivelmente do quíchua ñust'a : princesa, hisp'ana : banheiro)   , Ñusta Ispanan (também escrita Ñusta Ispana e Ñusta España)  ou Chuquipalta (possivelmente do quíchua chuqi : metal precioso, p'allta : plano)   é um sítio arqueológico do Peru. Está localizado em Vilcabamba, Província de La Convención, Região de Cusco. 

## Descrição
Ñusta Hispâna está localizado a leste da vila de Huancacalle a 2.950 metros acima do nível do mar. Foi um local eminentemente cerimonial formado por uma série de edifícios finamente acabados pertencentes à cultura inca, neste local foram feitos trabalhos em pedra lavrada de vários tipos, além de existir inúmeras fontes de água, em cujo entorno estão localizadas várias plataformas. Todo o local era murado, o que importa é a presença de uma rocha sagrada que deve corresponder a uma Huaca (altar cerimonial), chamada Yurac Rumi (Pedra Branca).   Esta Huaca contem uma série de elementos iconográficos em alto e baixo relevo de alto simbolismo ideológico. Em torno da pedra sagrada existia um pequeno espelho d'água alimentado por canaletas de pedra plana escalonadas que vinham dos quatro pontos cardeais. 

## Imagens

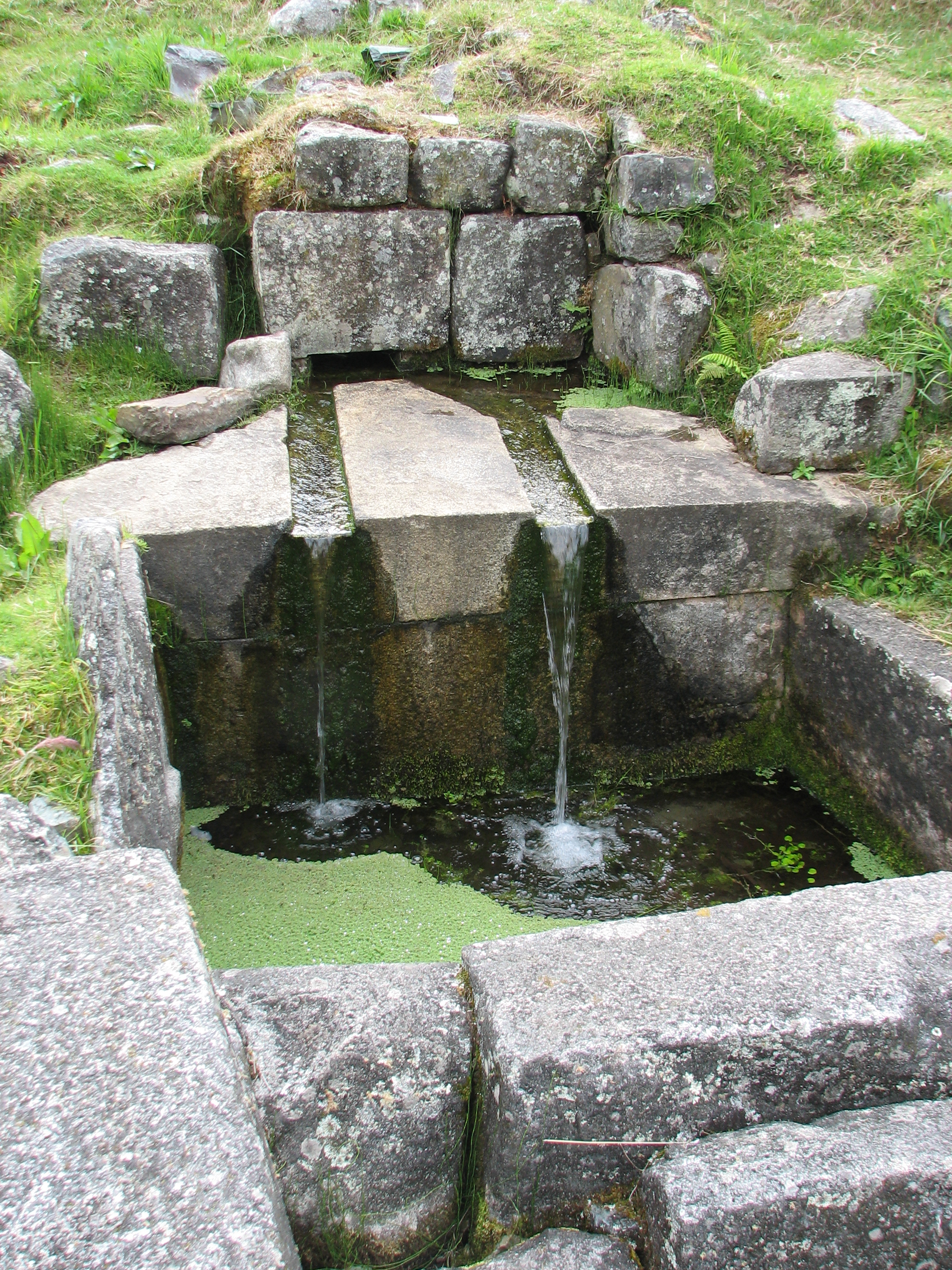
Fonte
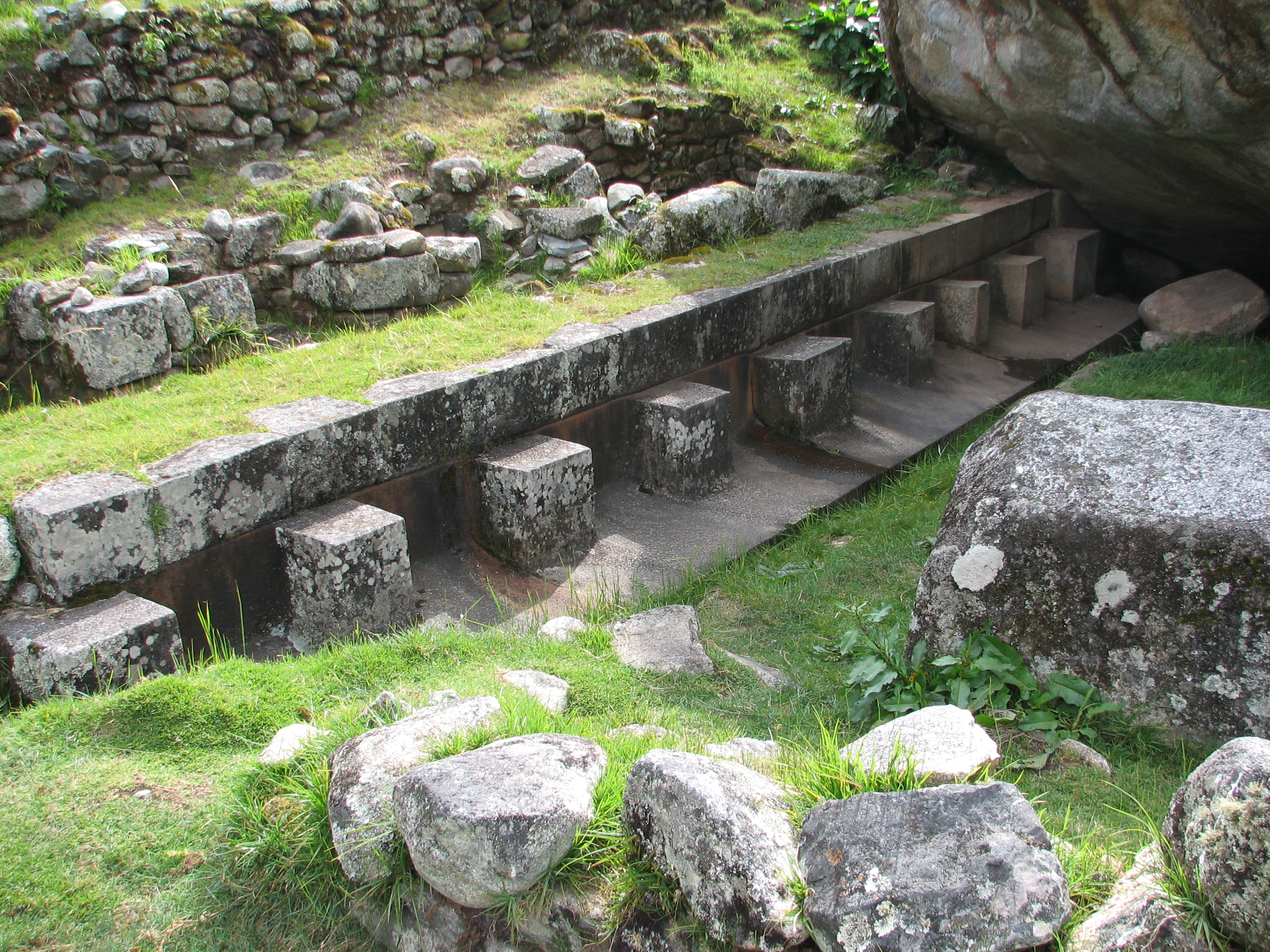
Nove lugares
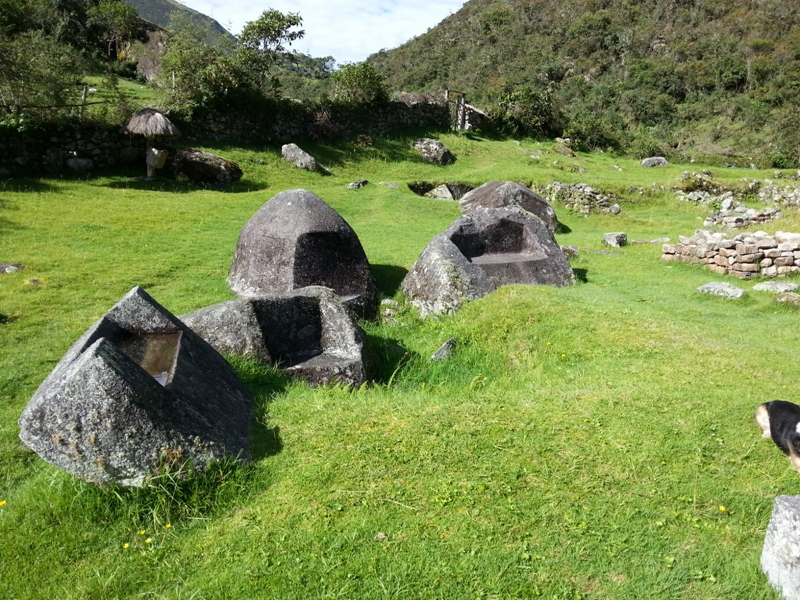
Pedras lavradas
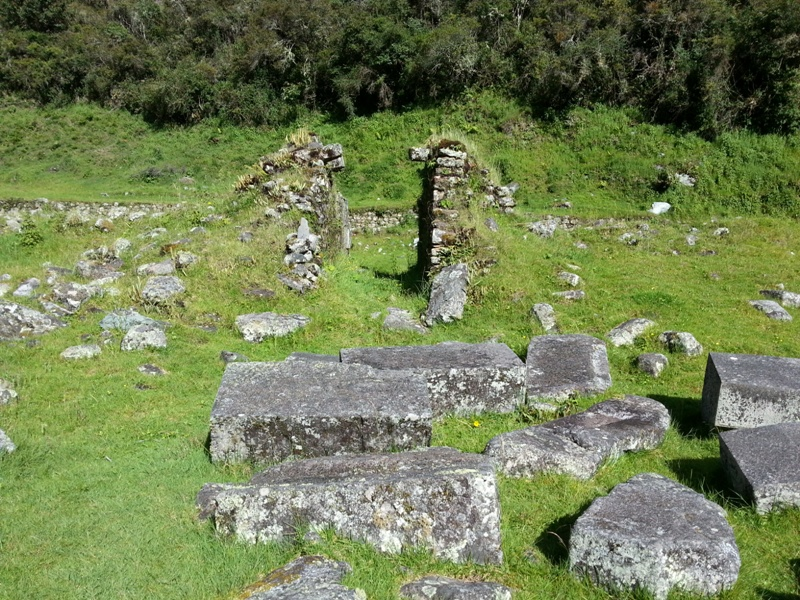
Pedras lavradas
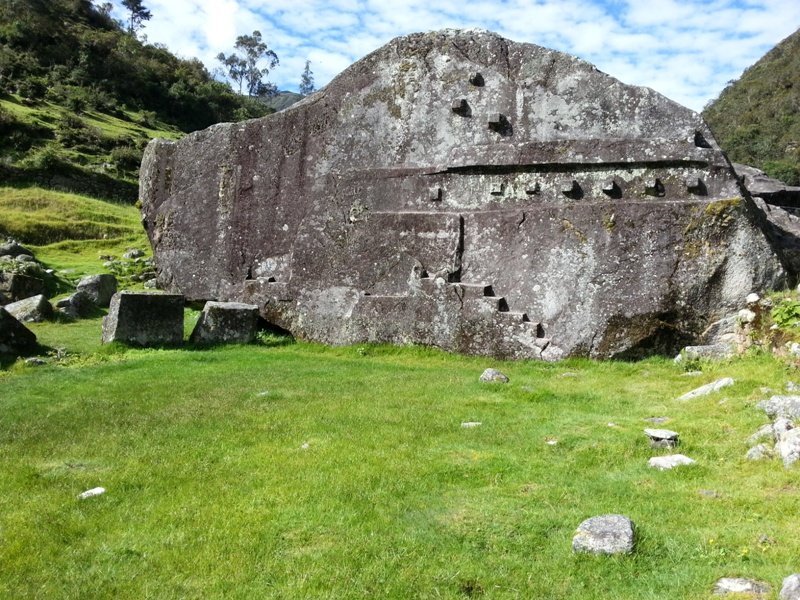
Vista posterior